# Norra Strö kyrka
För andra betydelser, se Strö kyrka (olika betydelser).
Norra Strö kyrka är en kyrkobyggnad i Norra Strö. Den är församlingskyrka i Araslövs församling i Lunds stift.

## Kyrkobyggnaden
Kyrkan i romansk stil uppfördes av sandhaltig kalksten i slutet av 1100-talet eller början av 1200-talet. Ursprungligen bestod den av långhus, lägre och smalare kor och halvrund absid, samt en fristående klockstapel. På 1400-talet fick kyrkan valv.
1593 byggdes ett vapenhus i gråsten i söder. Det fanns även en ingång i norr, som sannolikt var avsedd för kvinnor.
1837 skedde en större förändring av kyrkan. Då byggdes det huvförsedda tornet i gråsten. Kyrkorummet förlängdes västerut in i tornets bottenvåning. En ny sakristia byggdes på den norra sidan om koret. Det gamla vapenhuset raserades. Södra ingången sattes igen och huvudingången blev nu i väster. Även den gamla klockstapeln revs.
I absiden finns fragment av romanska målningar, medan valven i koret och långhuset är dekorerade med välbevarade sengotiska kalkmålningar från omkring 1470. Dessa har tillskrivits Vittskövlemästaren Nils Håkansson och hans medhjälpare. Målningarna har bibliska motiv som visar syndafallet, barnamorden i Betlehem och flykten till Egypten med Jesusbarnet, men också scener ur helgonlegender. Målningarna restaurerades 1948 efter att ha varit överkalkade i flera hundra år. En ny renovering gjordes av konservatorn Herman Andersson 2003.

## Interiör
- Predikstolen och altaruppsatsen är välskulpterade renässansarbeten som härrör från 1590-talet. Dessa är dekorerade med bland annat danska riksvapnet. Predikstolen är daterad till 1601.
- Dopfunten är från medeltiden.
- Ett flertal skulpturer från medeltiden finns bevarade, däribland ett par träskulpturer från 1400-talet.

### Orgel
- 1841 byggde orgelbyggardirektör Erik Henrik Lysell en orgel med 7 stämmor; Pedal 8 fot, Gedacht 8, Octava 4, Trumpet 8, Spetsflöjt 4, Puinta 2 2/3 och Super Octava 2 fot. September 1867 ville församlingen sälja den tillsammans med fasad, orgelskrank och beklädnad. Detta för att ge plats åt Lundahl & Olsens orgel.[2]
- 1867 byggde Jöns Olsson Lundahl och Knud Olsen ett orgelverk med 10 stämmor.
- Den nuvarande orgeln är byggd 1970 av A. Mårtenssons Orgelfabrik AB, Lund. Den är mekanisk och har följande disposition:

| Huvudverk I  | Svällverk II    | Pedal        | Koppel |
| Rörflöjt 8’  | Dulcianflöjt 8’ | Subbas 16’   | I/P    |
| Principal 4’ | Koppelflöjt 4’  | Rörpommer 8’ | II/P   |
| Mixtur 3 ch  | Principal 2’    |              | II/I   |
|              | Nasat 1 1⁄3'    |              |        |

## Bilder

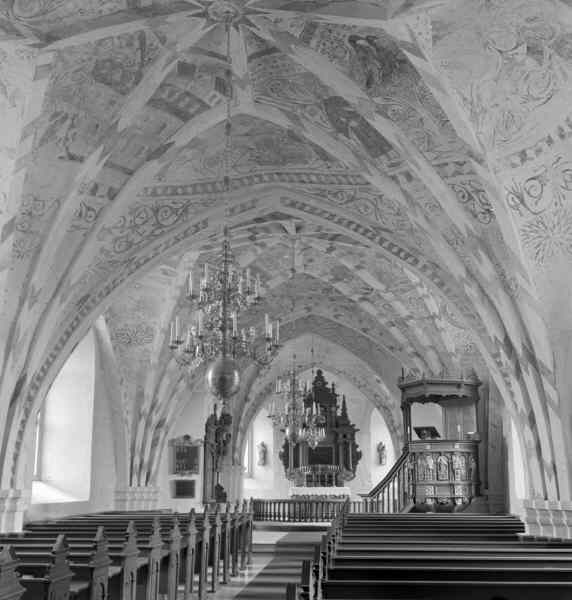
Interiör 1949
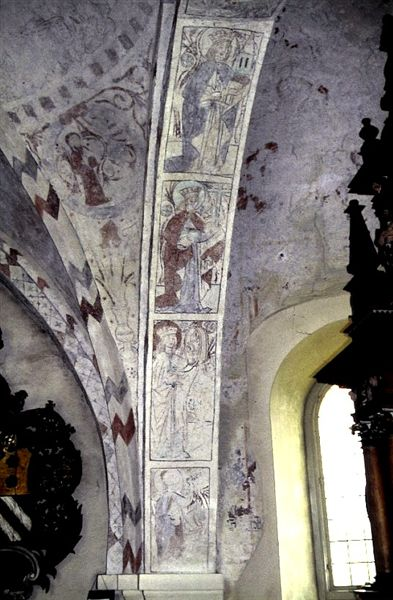
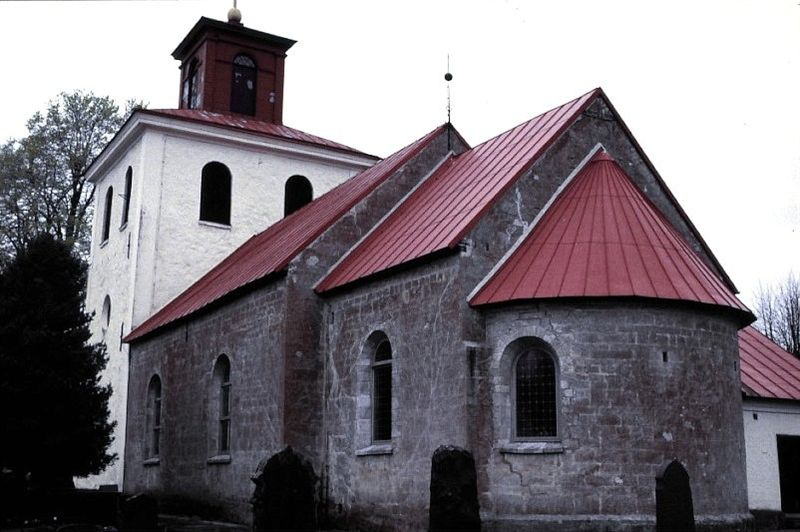
2008
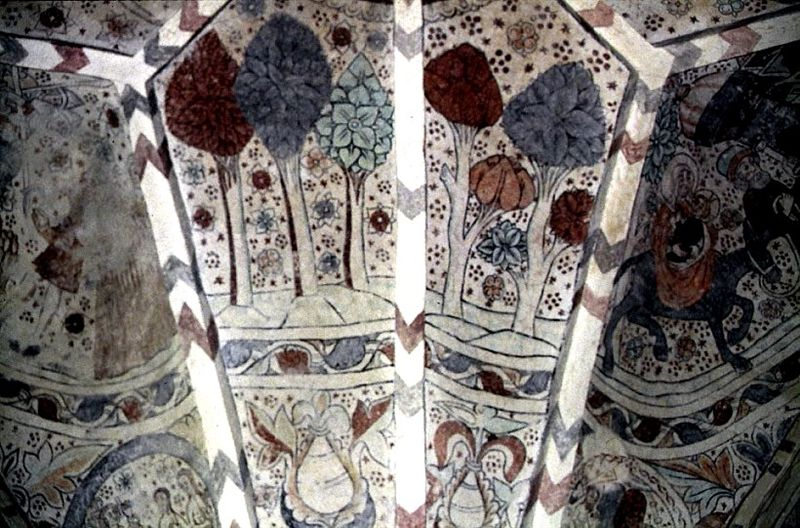
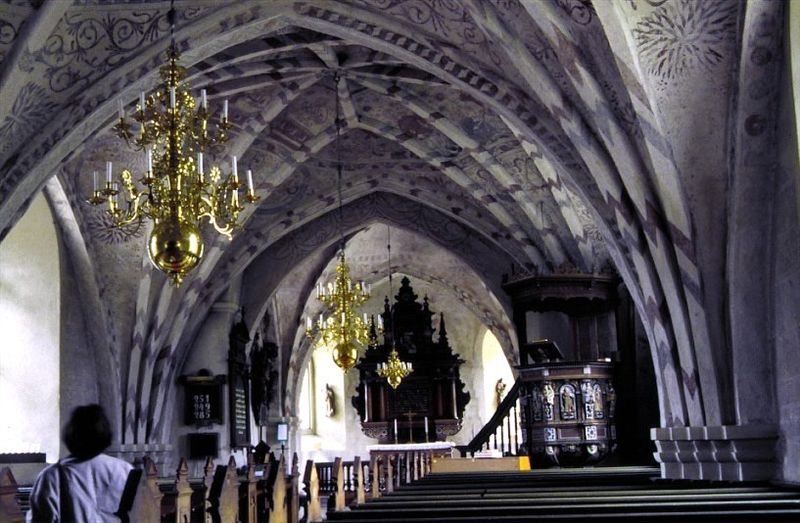
Foto: Hideko Bondesen, 2008
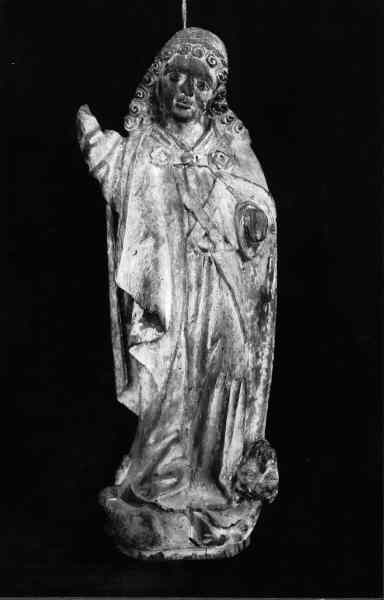
Skulptur av ek, 1500-tal.
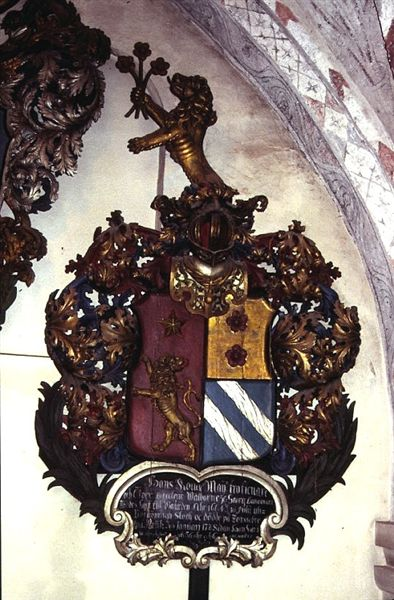
Begravningsvapen (huvudbaner)
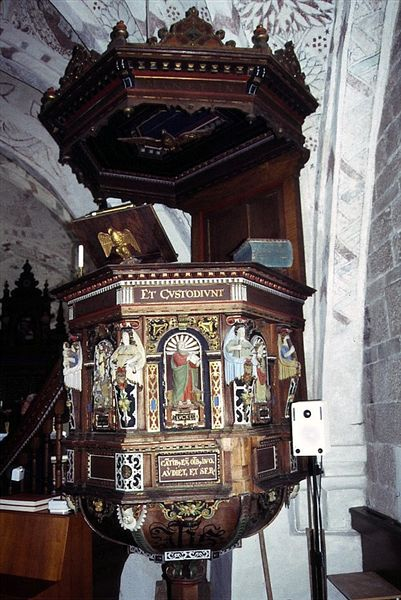